# Трој (Канзас)
Трој (енгл. Troy) град је у америчкој савезној држави Канзас.

## Демографија
По попису из 2010. године број становника је 1.010, што је 44 (-4,2%) становника мање него 2000. године.
| Група             | 2000.         | 2010.       |
| Белци             | 1.031 (97,8%) | 965 (95,5%) |
| Афроамериканци    | 3 (0,3%)      | 5 (0,5%)    |
| Азијати           | 1 (0,1%)      | 3 (0,3%)    |
| Хиспаноамериканци | 11 (1,0%)     | 27 (2,7%)   |
| Укупно            | 1.054         | 1.010       |